# 马克斯·利伯曼
马克斯·利伯曼（德語：Max Liebermann；1847年7月20日—1935年2月8日），生於柏林，德国阿什肯納茲猶太裔画家及版画家，印象派於德國的代表人物。 除了作为艺术家的活动外，他是法国印象派作品的重要收藏家。
利伯曼是犹太银行家的儿子，曾在魏玛、巴黎和荷兰学习艺术。 在慕尼黑生活和工作一段时间后，他于1884年返回柏林，并在那里度过了余生。 后来他选择了资产阶级的场景以及万湖附近花园的某些部分作为他的绘画主题。他以肖像画而闻名，多年来委托创作了200多幅肖像画，其中包括阿尔伯特·爱因斯坦和保罗·冯·兴登堡。
利伯曼在柏林普鲁士艺术学院举办了个人展，以纪念他的 50 岁生日，并于次年当选为该学院院士。 1899年至1911年间，他领导了德国首屈一指的前卫運動——柏林分离派。 从1920年开始，他担任普鲁士艺术学院院长。作为艺术界的领导者，利伯曼经常呼吁艺术与政治的分离。 用艺术记者兼评论家格蕾丝·格鲁克的话来说，他“推动艺术家做自己的事情的权利，不关心政治或意识形态。”1927年，在利伯曼80岁生日之际，人们举办了一场大型展览来庆祝，他被宣布为柏林的荣誉公民，并在柏林领先的插图杂志的封面故事中受到赞扬。 但这样的公众赞誉是短暂的。 1933年，当納粹上台後，学院决定不再展出犹太艺术家的作品，他被迫辞职。
1935年，在納粹全面迫害猶太人的背景下，他柏林的家中溘然辭世，盖世太保禁止任何官方和學術人物參加他的葬禮。 尽管如此，还是有近100名朋友和亲戚前來參加弔唁。藝術評論家卡尔·谢夫勒在葬礼致辞中指出，利伯曼的墓碑下埋葬的不仅仅是一位伟大的艺术家，还有一个他所象征的时代。他的艺术收藏品由他的妻子在他去世后继承，这些收藏品在1943年被纳粹洗劫一空。

## 畫作

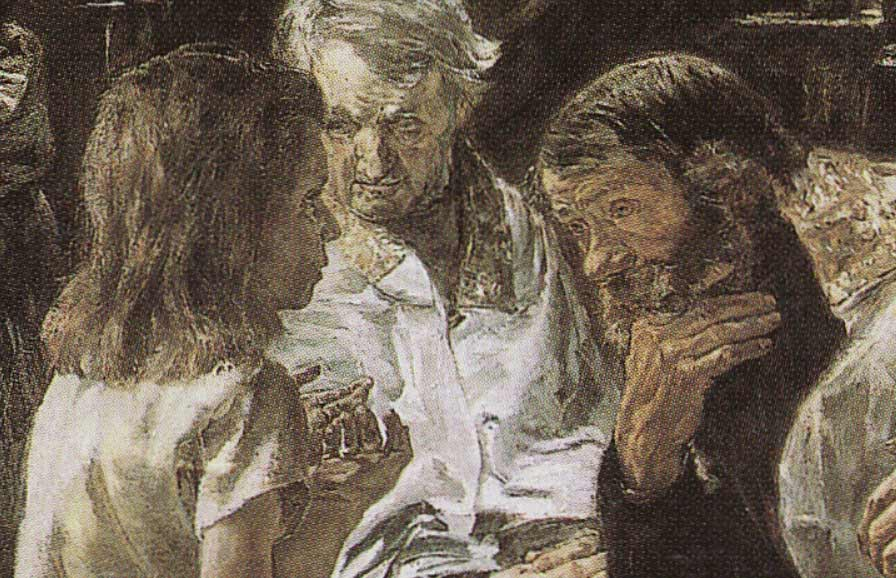
《神殿中的耶穌》（細節），1879
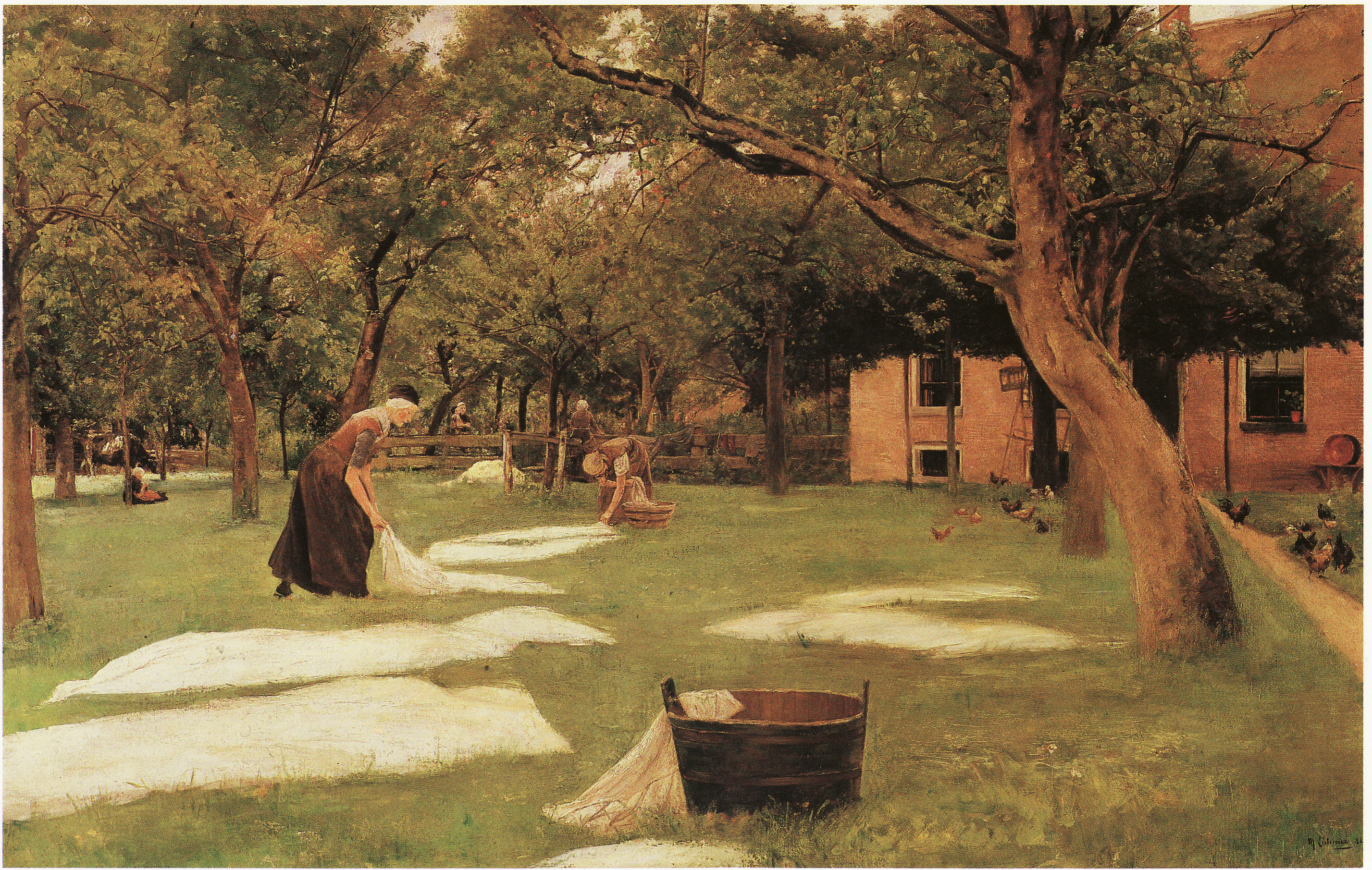
《在草坪上漂白》，1892
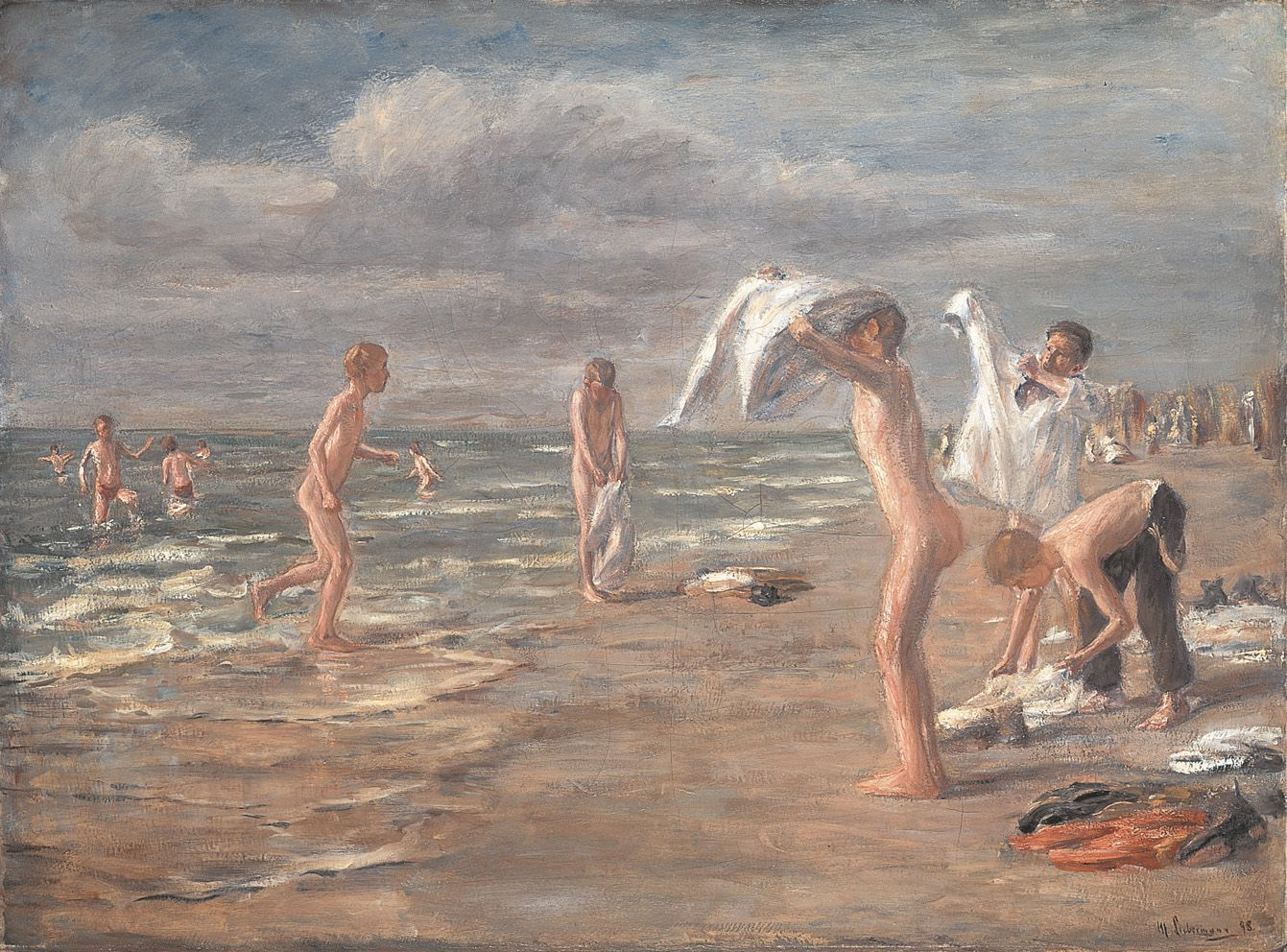
《男孩洗澡》，1898
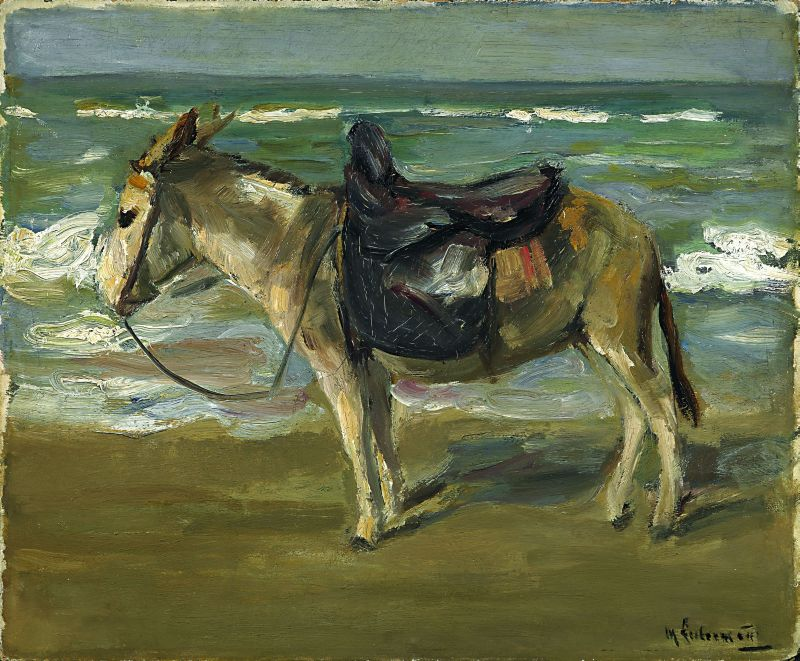
《在海邊騎驢》，1900
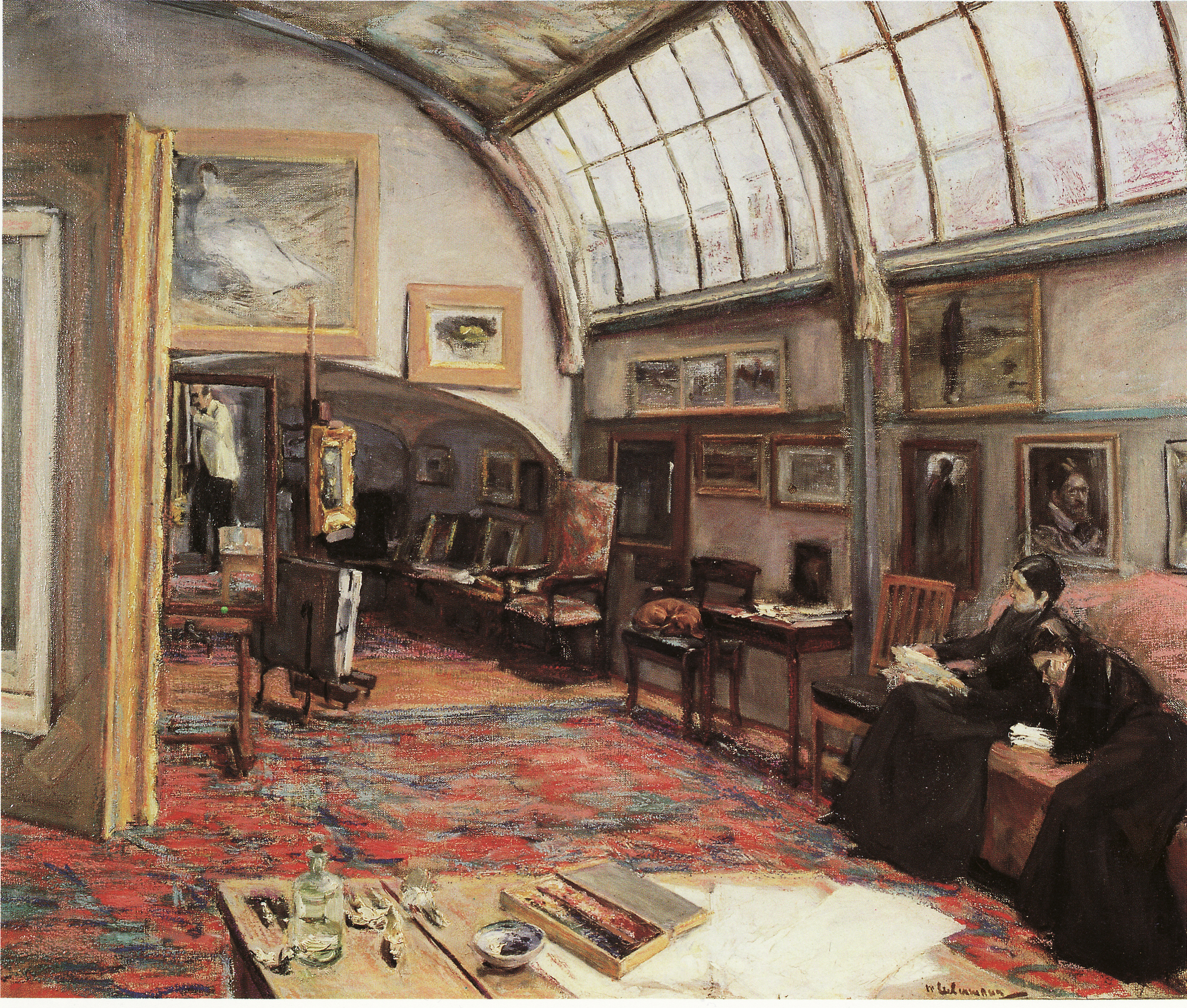
《藝術家的畫室》，1902
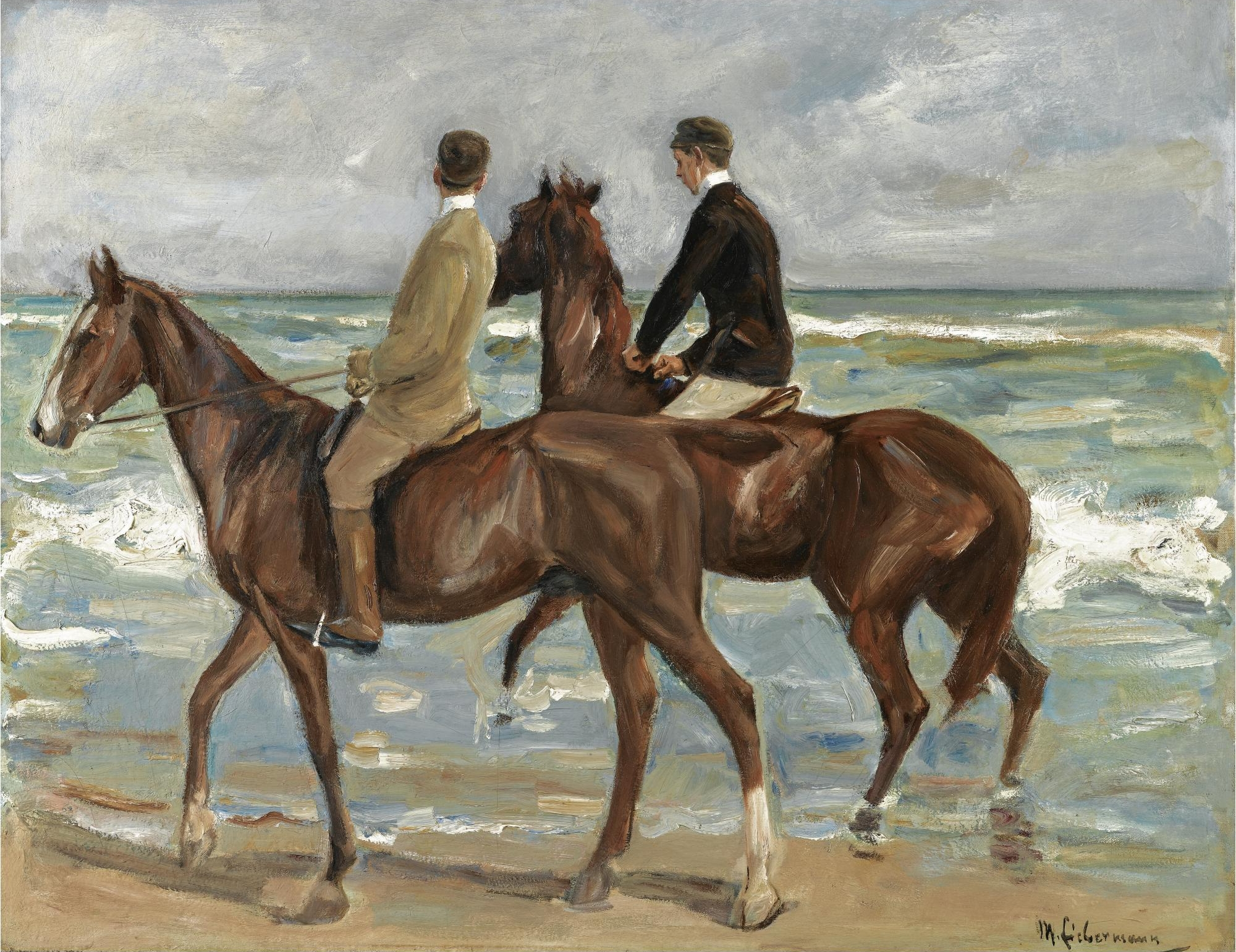
《在海灘上的兩個騎手（英语：Two Riders on the Beach）》，1901
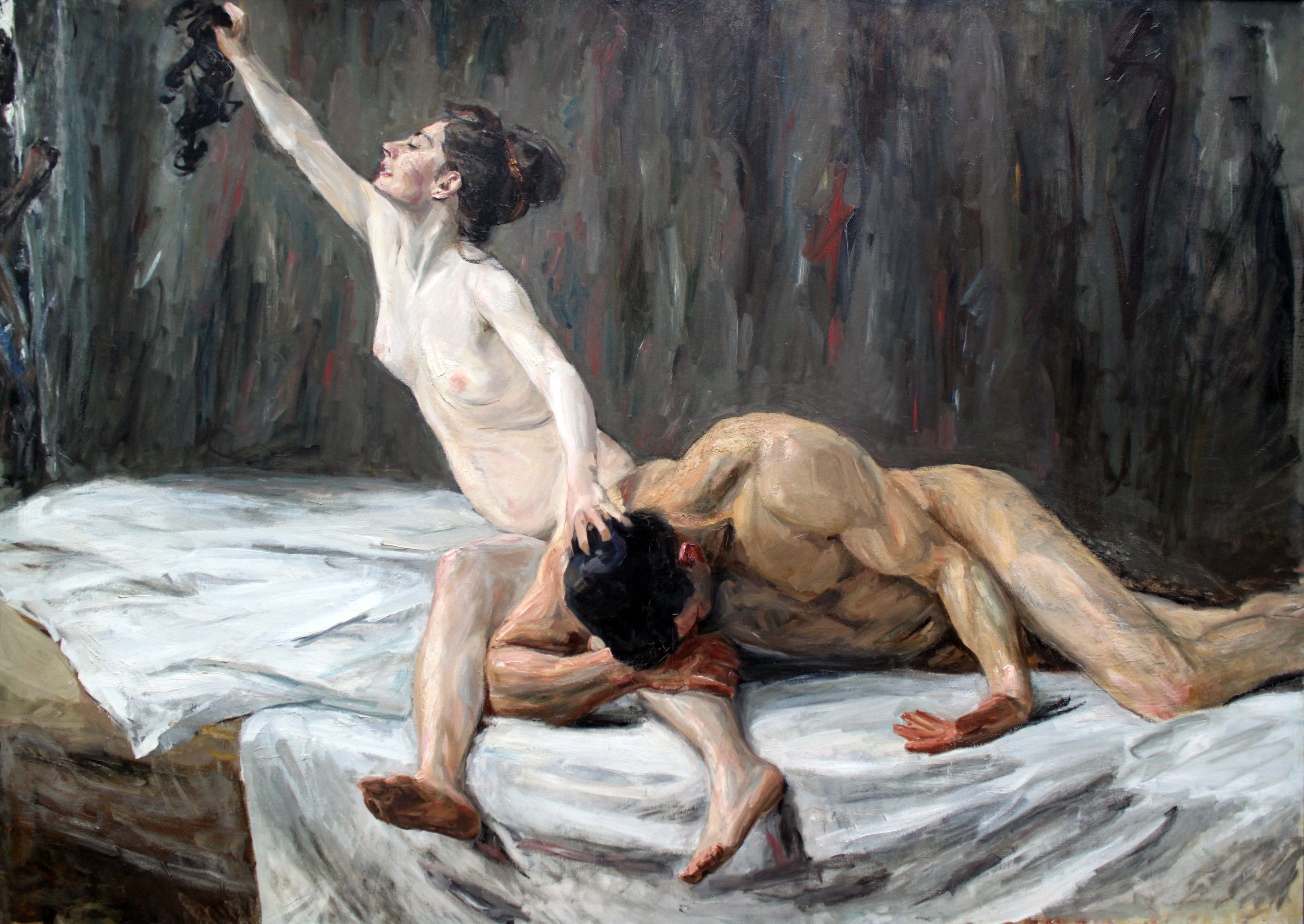
《參孫與大利拉》，1902
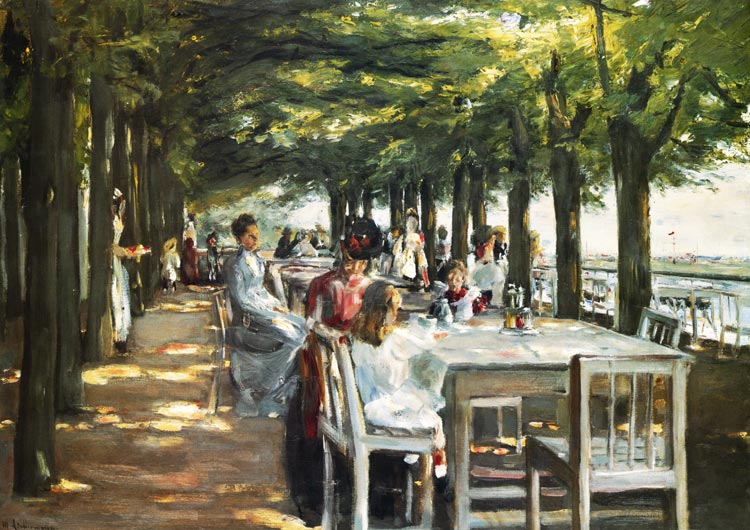
《內斯特滕的餐廳露台》，1902
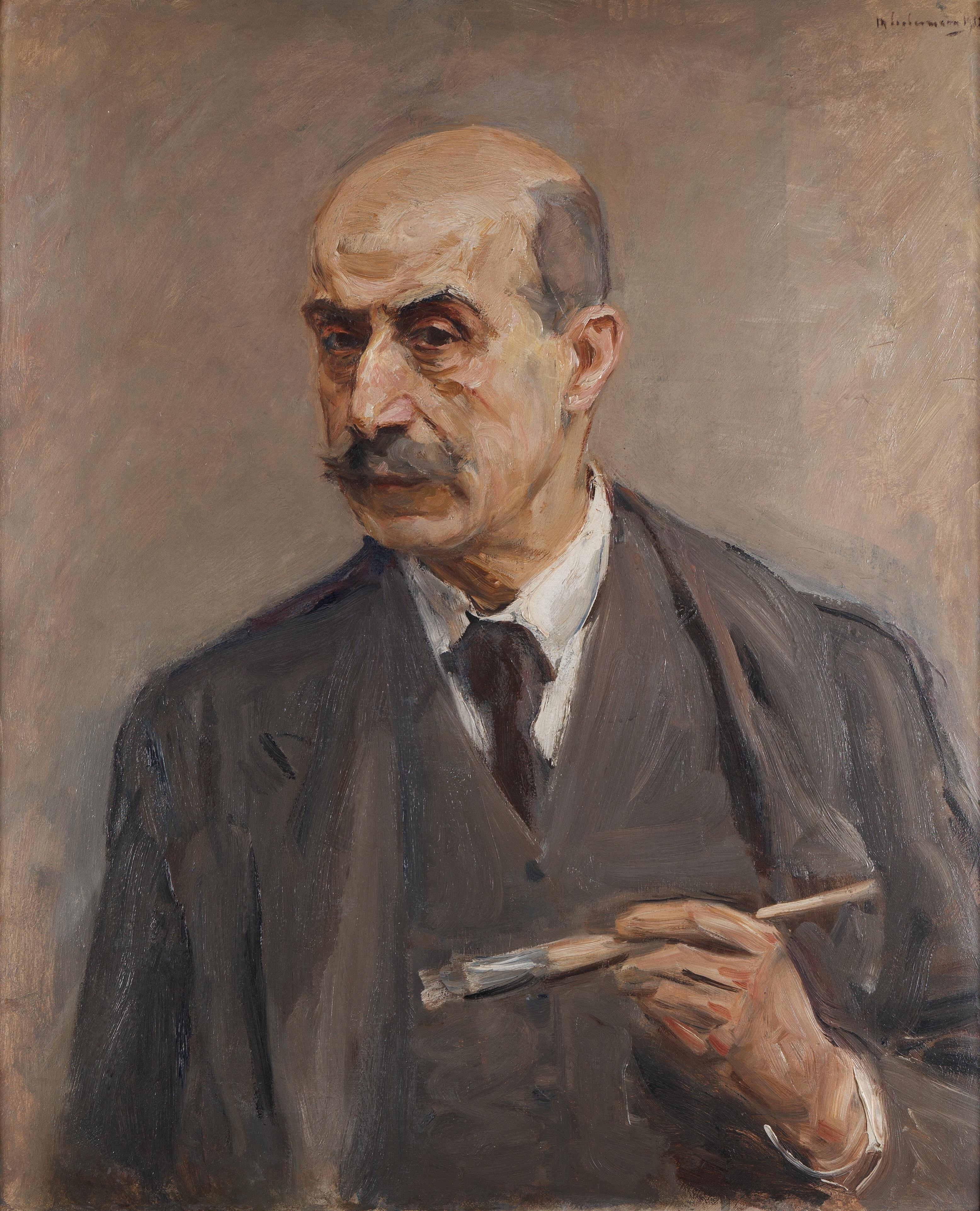
《自畫像》，1913
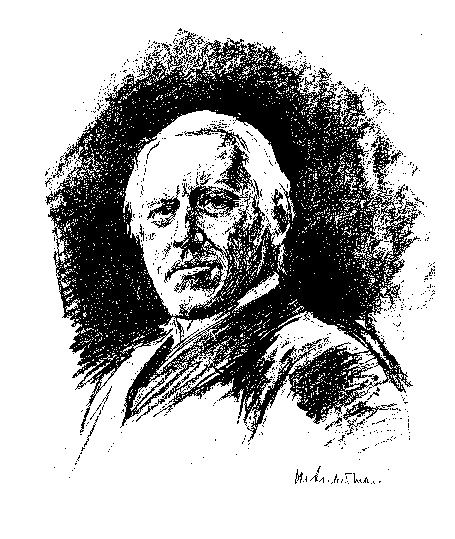
《烏爾里希·馮·維拉莫維茨-默倫多夫》，1915
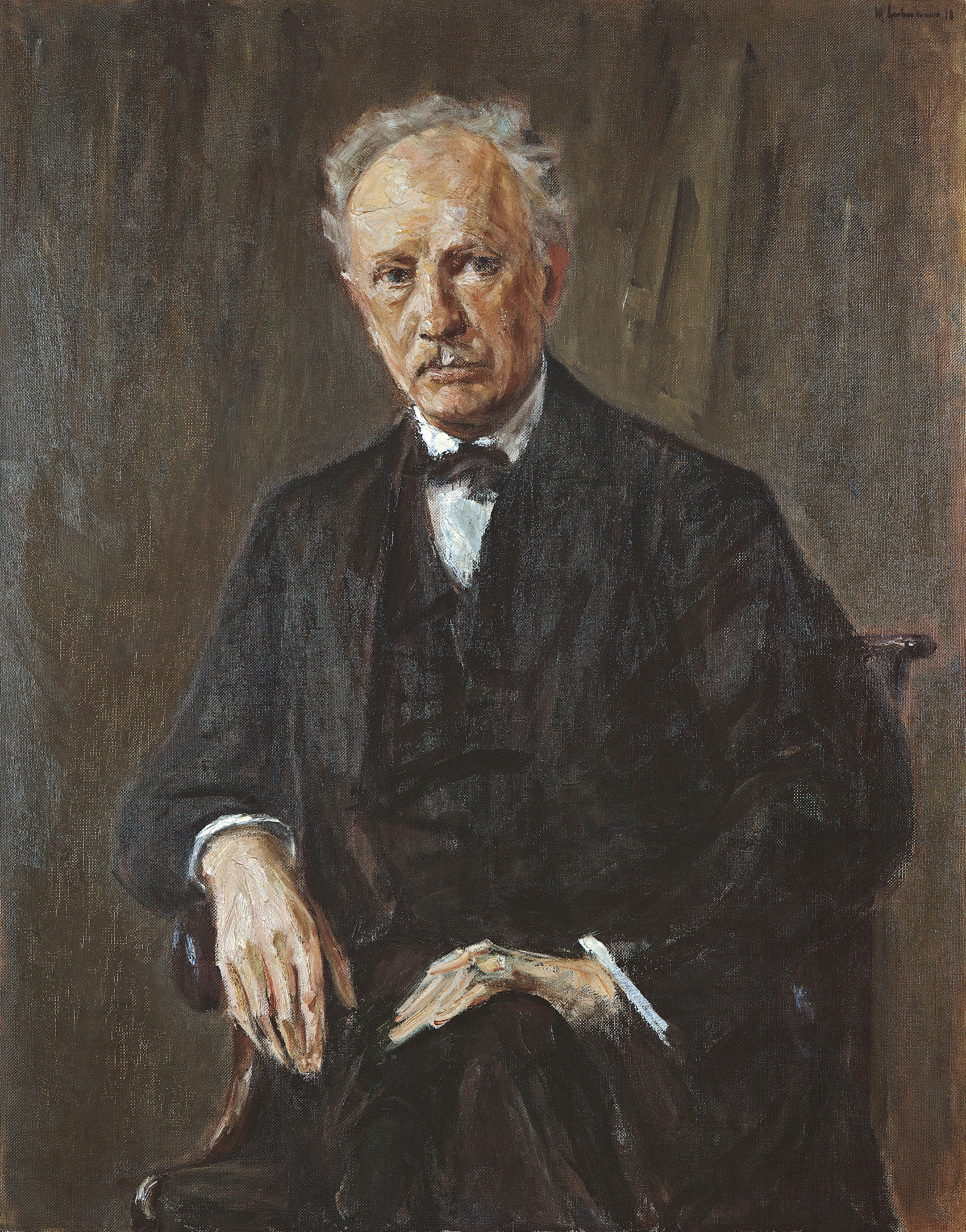
《理查德·史特勞斯》，1918
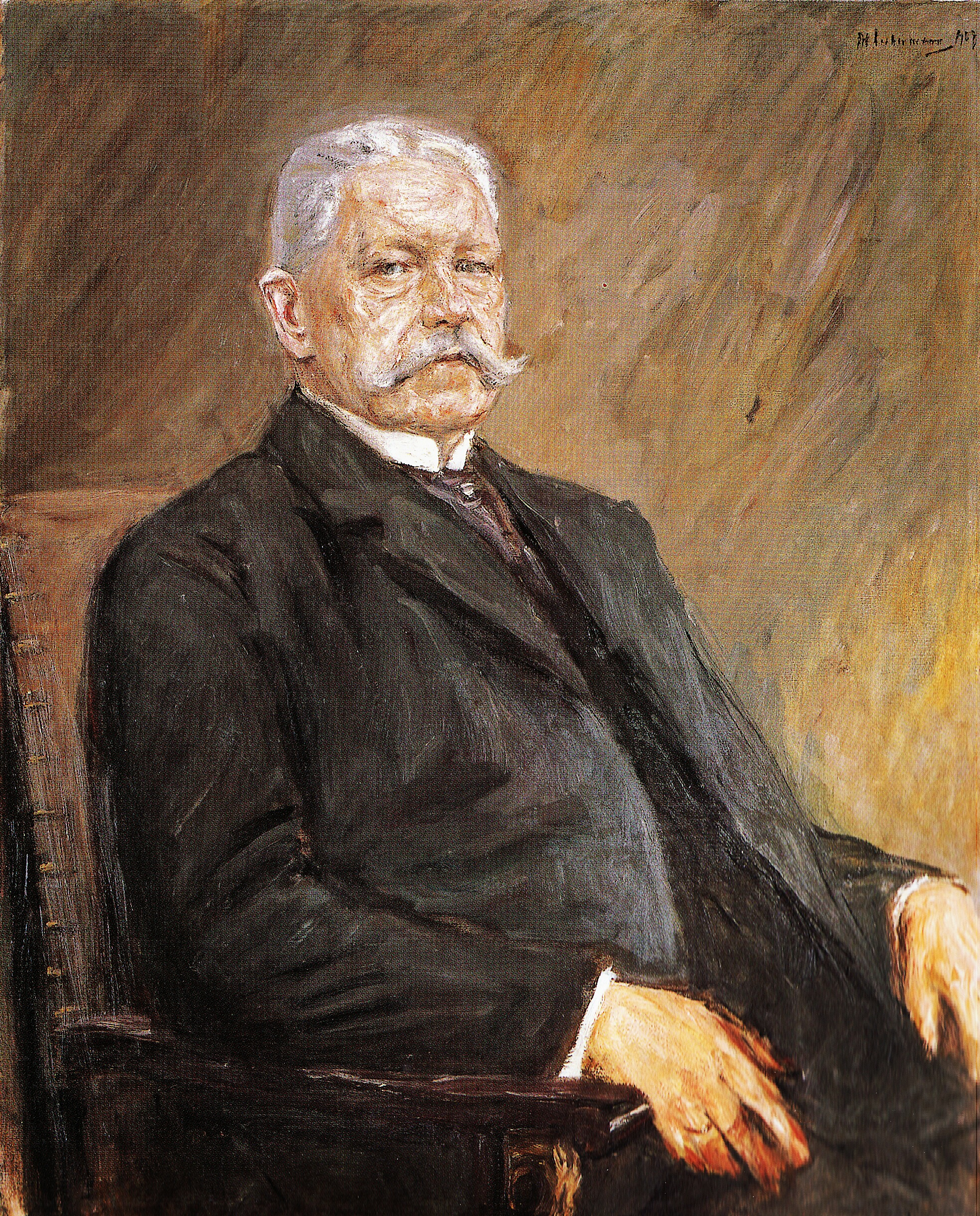
《保罗·冯·兴登堡》，1927

## 外部連結
- 马克思·利伯曼的作品  - 古騰堡計劃
- 互联网档案馆中马克斯·利伯曼的作品或与之相关的作品
- 來自马克斯·利伯曼的LibriVox公共領域有聲讀物
- German masters of the nineteenth century: paintings and drawings from the Federal Republic of Germany （页面存档备份，存于）, a full text exhibition catalog from The Metropolitan Museum of Art, which contains material on Max Liebermann (no. 50-55)
- Gallery of Liebermann's paintings at zeno.org （页面存档备份，存于）
- Guide to the Max Liebermann Collection （页面存档备份，存于）於紐約李奧‧貝克學會（英语：Leo Baeck Institute, New York）.
- Chisholm, Hugh (编). .  (第11版). London: Cambridge University Press. 1911.
- 有关马克斯·利伯曼在德国经济学中央图书馆（ZBW）20世纪新闻档案中的剪报。